# Pisara opalina
Pisara opalina är en fjärilsart som beskrevs av Walker 1862. Pisara opalina ingår i släktet Pisara och familjen trågspinnare. Inga underarter finns listade i Catalogue of Life.